# KRTAP8-1
KRTAP8-1 (англ. Keratin associated protein 8-1) – білок, який кодується однойменним геном, розташованим у людей на довгому плечі 21-ї хромосоми. Довжина поліпептидного ланцюга білка становить 63 амінокислот, а молекулярна маса — 6 826.
| 10         |  | 20         |  | 30         |  | 40         |  | 50         |
| ---------- |  | ---------- |  | ---------- |  | ---------- |  | ---------- |
| MLCDNFPGAV |  | FPGCYWGSYG |  | YPLGYSVGCG |  | YGSTYSPVGY |  | GFGYGYNGCG |
| AFGYRRYSPF |  | ALY        |  |            |  |            |  |            |

A: Аланін

C: Цистеїн

D: Аспарагінова кислота

F: Фенілаланін

G: Гліцин

L: Лейцин

M: Метіонін

N: Аспарагін

P: Пролін

R: Аргінін

S: Серин

T: Треонін

V: Валін

W: Триптофан